# Kennedy Nagoli
Kennedy Nagoli (né le 24 mai 1973 à Harare) est un footballeur international zimbabwéen des années 1990 et 2000.

## Biographie
En tant que milieu, Kennedy Nagoli fut international zimbabwéen de 1997 à 2003.
Alors qu'il est zimbabwéen, il commença sa carrière en Afrique du Sud, aux Jomo Cosmos de 1991 à 1995. Il remporta une D2 sud-africaine en 1994. Puis il joua en Europe en Grèce tout d'abord (Aris FC et PAS Giannina), où il remporta une D2 grecque en 1998, puis à Chypre (Enosis Neon Paralimni et AEK Larnaca). Il arrêta sa carrière en 2006.

## Clubs
- 1991-1995 :  Jomo Cosmos
- 1995-1996 :  Santos Cape Town
- 1997-2002 :  Aris FC
- 2002-2003 :  PAS Giannina
- 2003-2004 :  Enosis Neon Paralimni
- 2004-2006 :  AEK Larnaca

## Palmarès
- Coupe d'Afrique du Sud
  - Finaliste en 1991 et en 1992
- Championnat d'Afrique du Sud D2
  - Champion en 1994
- Championnat de Grèce D2
  - Champion en 1998
- Supercoupe de Chypre
  - Finaliste en 2004
- Coupe de Chypre
  - Finaliste en 2006